# Microcoelia sanfordii
Microcoelia sanfordii là một loài thực vật có hoa trong họ Lan. Loài này được L.Jonss. mô tả khoa học đầu tiên năm 1981.